# Centellas
Centellas (oficialmente y en catalán Centelles) es un municipio español de la provincia de Barcelona, Cataluña, perteneciente a la comarca de Osona. Bien comunicado con Vic, que es la capital de comarca, y con Barcelona es un punto de encuentro de excursionistas y visitantes de toda la comarca. Celebra mercado los domingos.

## Demografía
Centellas cuenta con una población de 7775 habitantes (INE 2024).
| Gráfica de evolución demográfica de Centellas entre 1842 y 2021                                                     |
| |
| Población de derecho según los censos de población del INE Población de hecho según los censos de población del INE |

## Historia

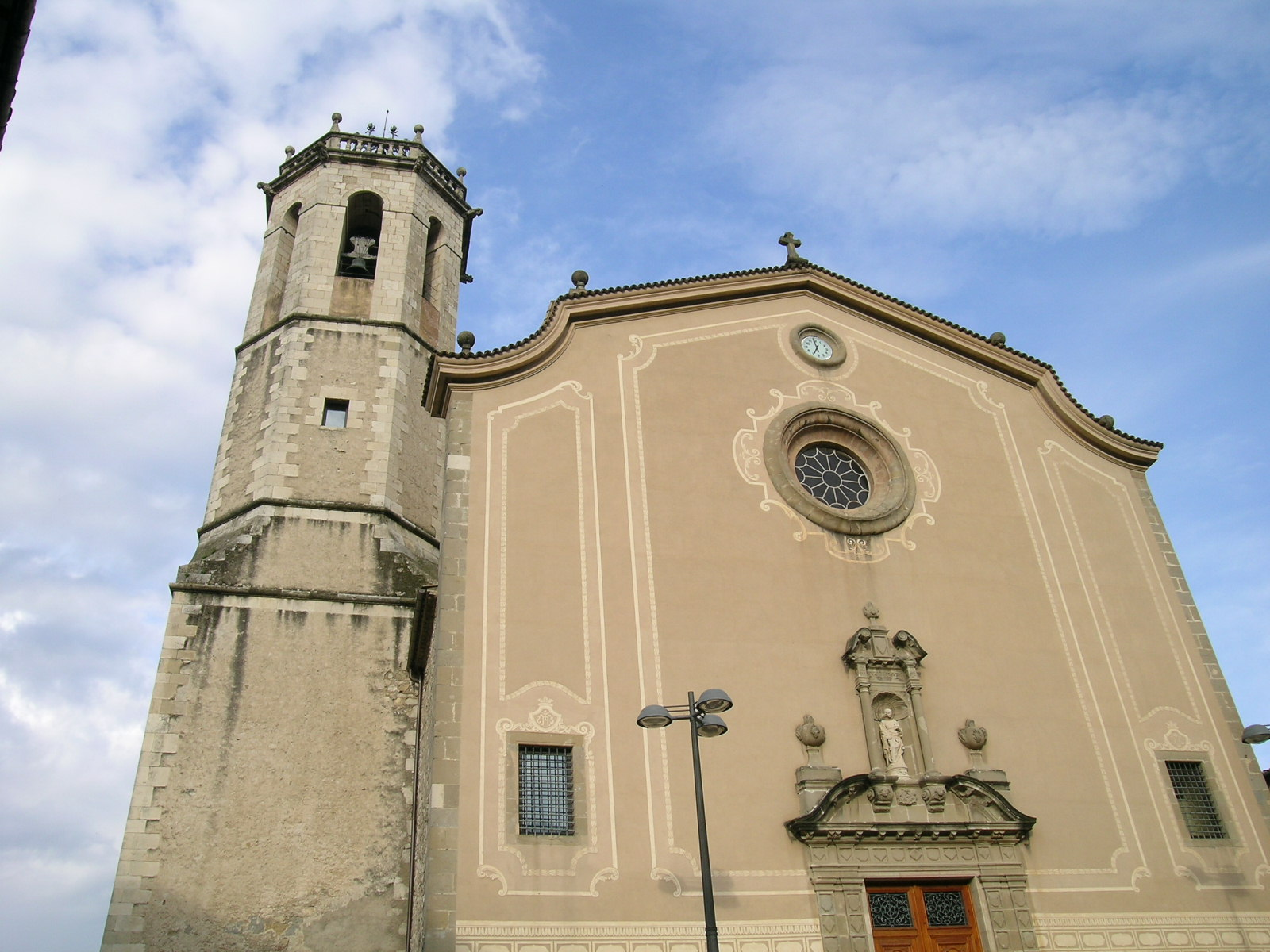
Iglesia de Santa Coloma de Centellas

Aparece documentado por primera vez el año 898. El nombre fue adoptado por los señores del castillo de San Martín que pasaron a ser barones en el siglo XIV. La población actual creció alrededor de la iglesia de Santa Coloma de Pujolric, posteriormente llamada Santa Coloma de Vinyoles.
En el siglo XV los barones trasladaron su residencia a la sagrera de la iglesia y un siglo más tarde la baronía se convirtió en condado de Centellas. En el siglo XIV, el barón Luis I hizo amurallar el núcleo urbano y la villa pasó a llamarse Santa Coloma de Centellas. Las murallas se abrían al exterior mediante tres portales: el de Sant Antoni, el de Amunt o de Sant Martí y el Nou ('nuevo'), único que ha llegado hasta nuestros días.

## Economía
Economía muy diversificada. Agricultura de secano, ganadería e industria.
También cuenta con un comercio muy dinámico, que cada domingo lleva a cabo el mercado semanal. Además cuenta con la presencia de empresas del sector servicios.

## Administración y política
| Periodo   | Nombre                  | Partido     |
| --------- | ----------------------- | ----------- |
| 1979-1983 | Joan Grau Castella      | Independent |
| 1983-1987 | Jordi Bruguera Lleonart | CiU         |
| 1987-1991 | Josep Rovira Montaña    | CiU         |
| 1991-1995 | Josep Rovira Montaña    | CiU         |
| 1995-1999 | Miquel Arisa Coma       | PSC         |
| 1999-2003 | Miquel Arisa Coma       | PSC         |
| 2003-2007 | Miquel Arisa Coma       | PSC         |
| 2007-2011 | Miquel Arisa Coma       | PSC         |
| 2011-2015 | Miquel Arisa Coma       | PSC         |
| 2015-2019 | Miquel Arisa Coma       | PSC         |
| 2019-2023 | Josep Paré              | PSC         |

## Lugares de interés
- Iglesia de Santa Coloma, de estilo barroco.
- Restos de las murallas del castillo de Centellas.
- Plaza mayor
- Capilla del Socós
- Ermita de brujas de San Andrés
- La cueva de la bruja de Fernando

## Festividades
- Festa Major d'hivern (diciembre): Festa del pi[4] (30 de diciembre)

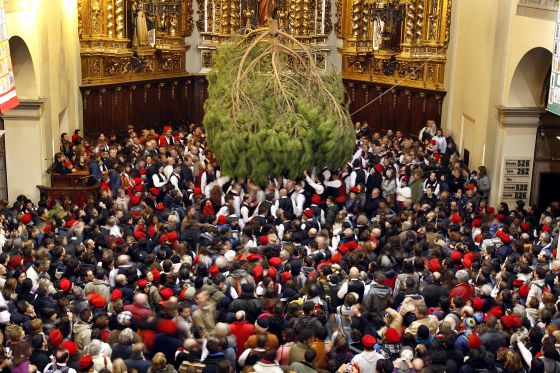
Festa del pi

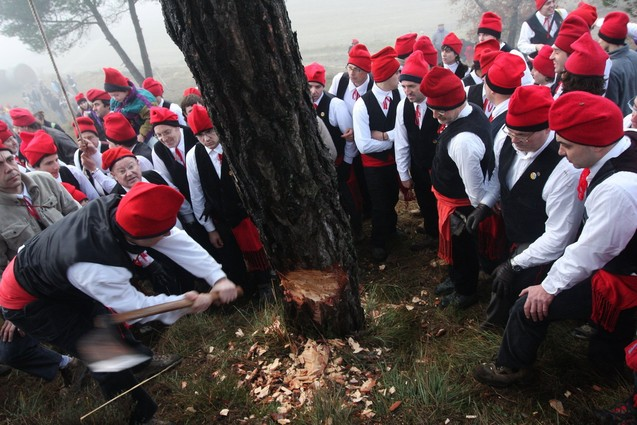
Festa del pi

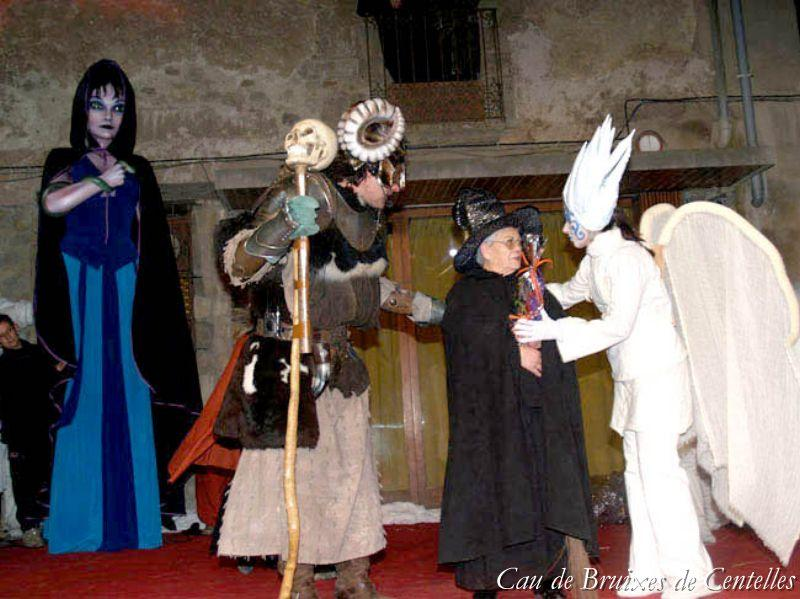
Cau de bruixes

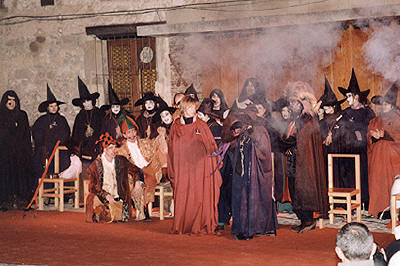
Cau de bruixes

- Cau de bruixes[5] (febrero)

- Festa Major d'estiu[6] (agosto)

## Personas notables

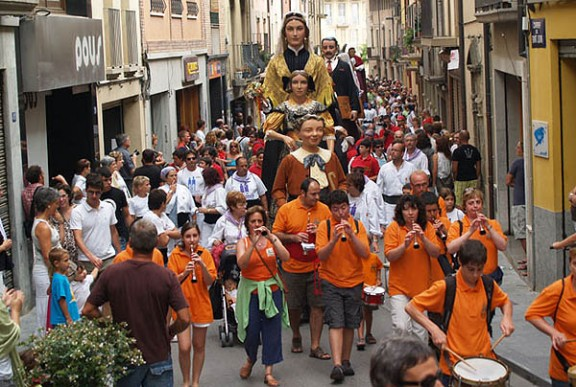
Festa major d'estiu

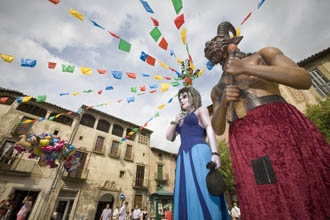
Festa major d'estiu